# Plasy
Plasy (en allemand : Plaß) est une ville du district de Plzeň-Nord, dans la région de Plzeň, en République tchèque. Sa population s'élevait à 2 827 habitants en 2022.

## Géographie
Plasy se trouve à 22 km au nord du centre de Plzeň et à 77 km à l'ouest- sud-ouest de Prague.

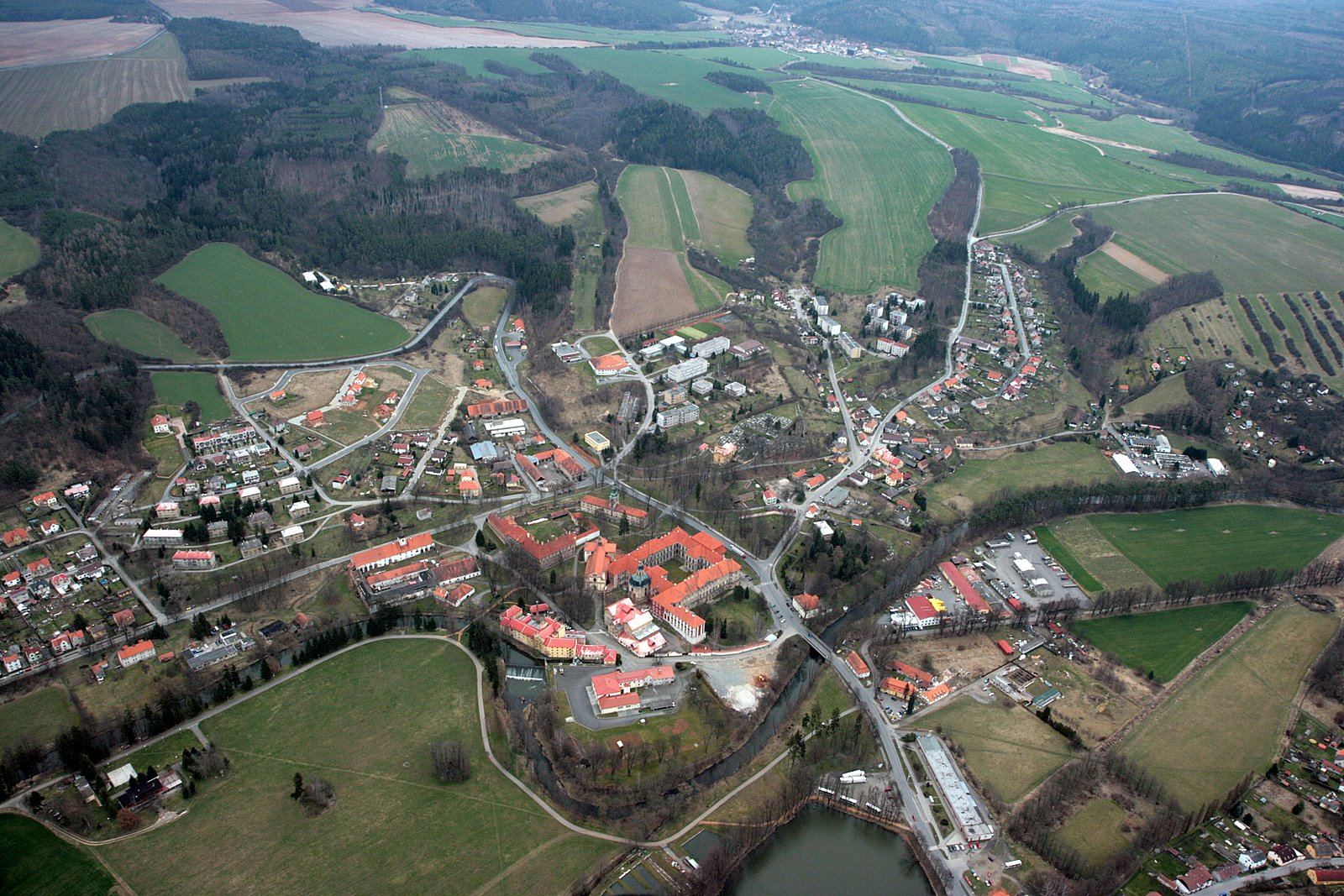
Vue aérienne de Plasy (abbaye au premier plan).

La commune est limitée par Pláně au nord-ouest, par Mladotice et Kralovice au nord, par Výrov, Kopidlo, Kočín et Dolní Hradiště à l'est, par Koryta, Obora, Kaznějov et Rybnice au sud et par Mrtník, Loza et Dražeň à l'ouest.

## Histoire
Le site de Plasy était occupé au XIIe siècle par une cour royale. Vladislav II et sa femme Gertrude de Babenberg y fondèrent l'abbaye de Plasy en 1145.

## Administration
La commune se compose de six sections :
- Babina
- Horní Hradiště
- Lomnička
- Nebřeziny
- Plasy
- Žebnice

## Galerie

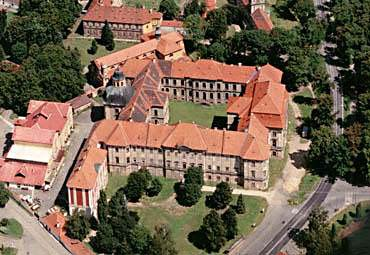
Complexe monastique de Plasy.
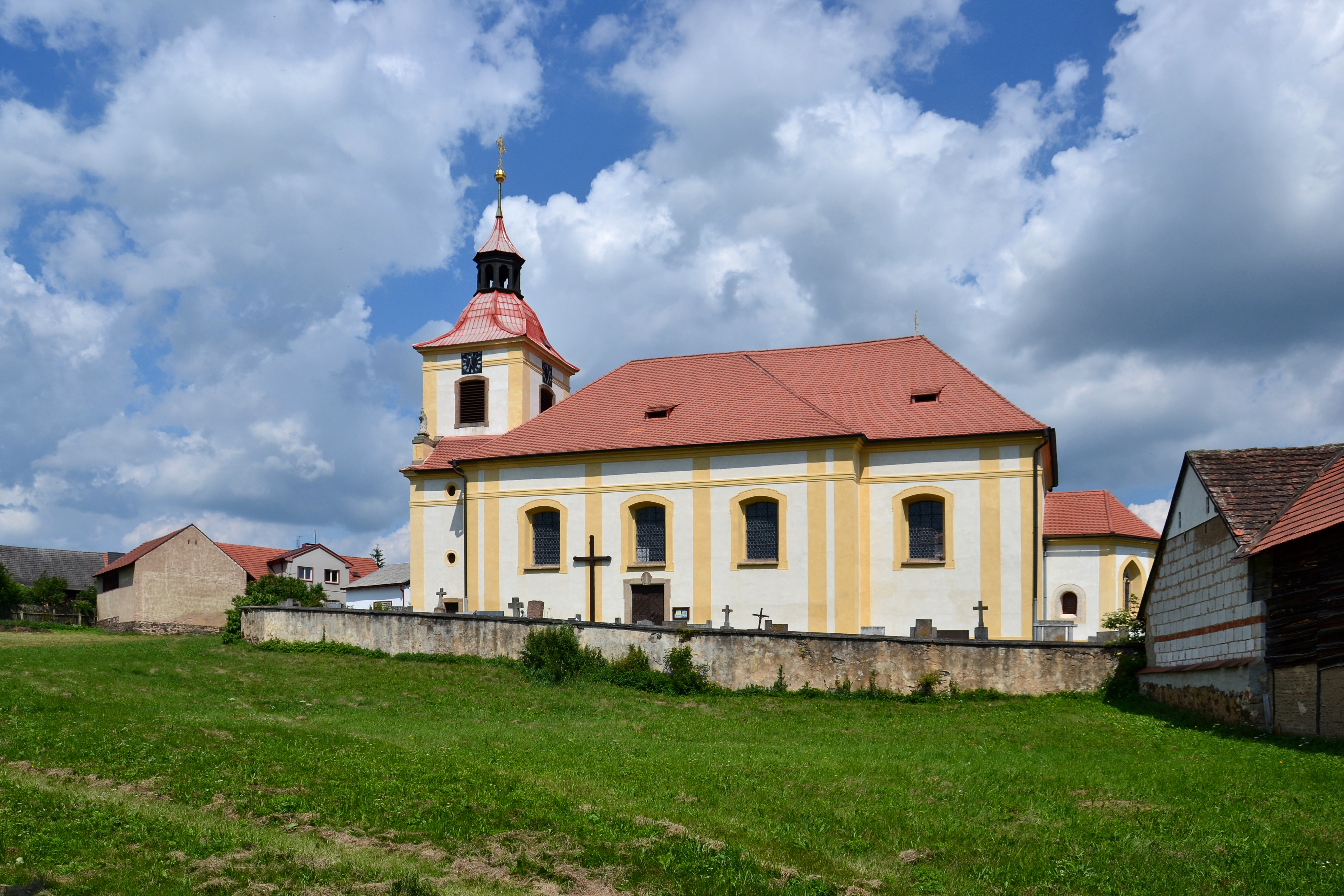
Église Saint-Jacques-le-Majeur à Žebnice.

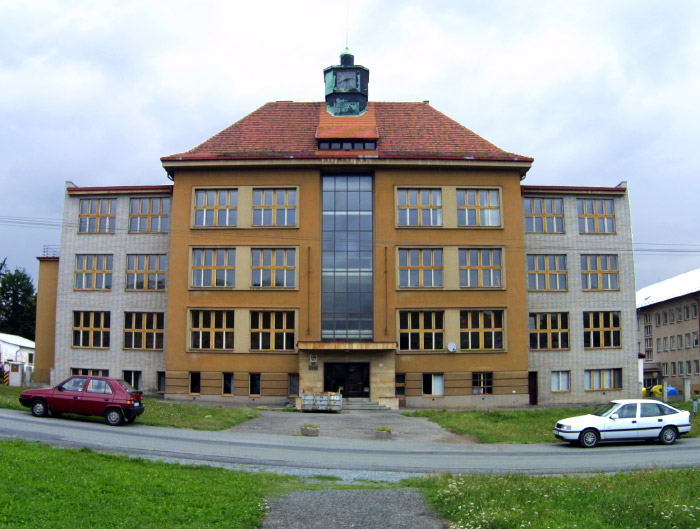
Lycée de Plasy : immeuble construit en 1933-1934.
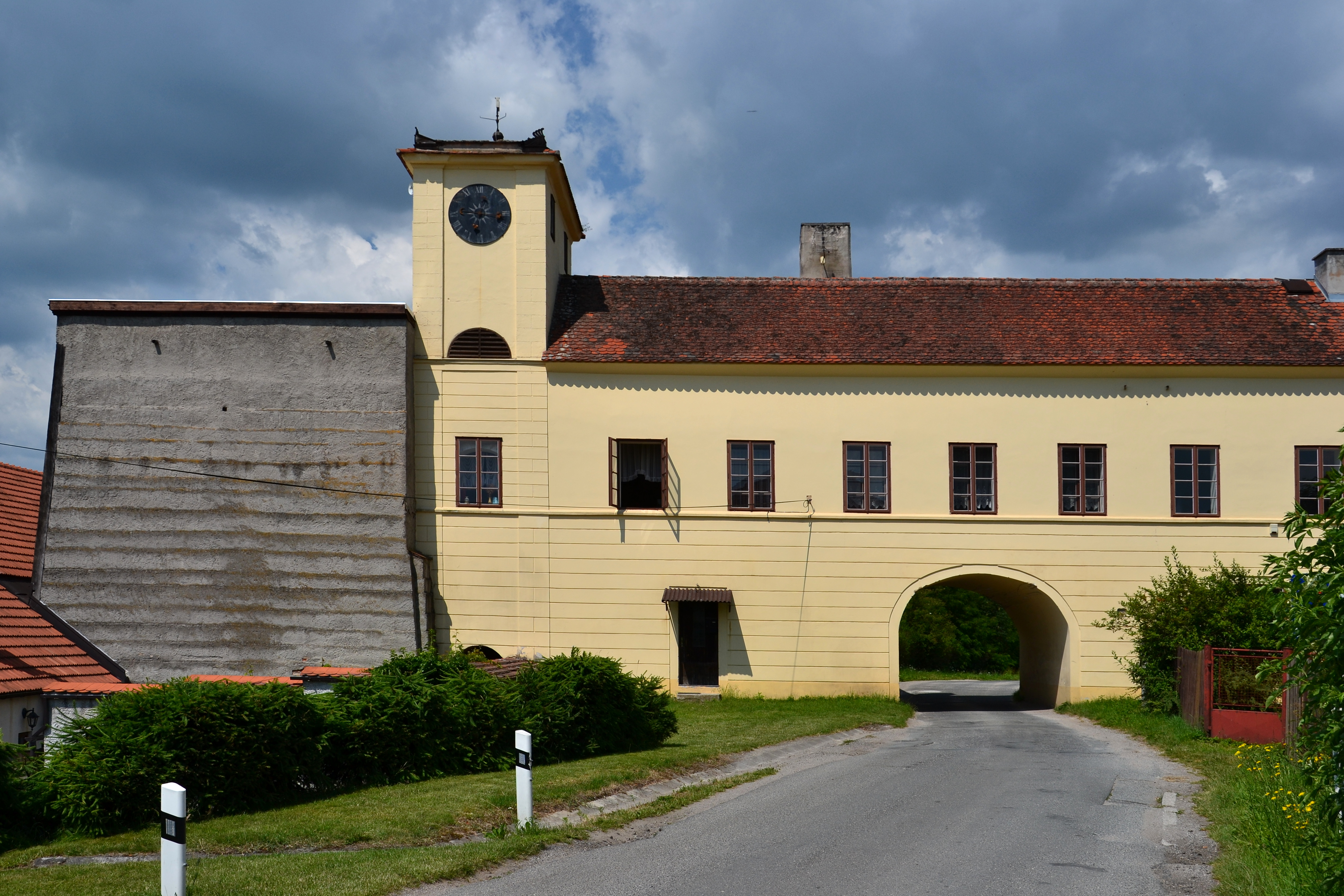
Anciennes forges de Saint-Clément.

## Patrimoine
- Abbaye de Plasy
- Usine sidérurgique Saint-Clément, ou usine sidérurgique Victor, a été fondée en 1827 par le prince Metternich. Le site comprenait un haut-fourneau, une fonderie de métal, des marteaux, des installations de pesage et d'autres bâtiments, où 200 ouvriers étaient employés. La fonderie acquit une excellente réputation pour ses produits, notamment la fonte. Le bâtiment est un  monument technique classé depuis 1963.

## Transports
Par la route, Plasy se trouve à 11 km de Kralovice, à 24 km de Plzeň et à 97 km de Prague. 